# آدامسیت
آدامسیت (انگلیسی: Adamsite) یا دی‌ام (انگلیسی: DM) یک ترکیب آلی، و از نظر فنی یک دی‌فنیل‌آمین‌کلرارسین (انگلیسی: Diphenylaminechlorarsine) آرسنیکی که می‌تواند به‌عنوان یک عمل کنترل شورش به‌کار رود. دی‌ام در گروه جنگ‌افزارهای شیمیایی شناخته‌شده به‌عنوان عامل‌های استفراغ یا گازهای عطسه‌آور قرار می‌گیرد. این ترکیب که نخستین بار در سال ۱۹۱۵ در آلمان و توسط هاینریش اوتو ویلند ساخته شد، در سال ۱۹۱۸ نیز به‌طور مستقل توسط راجر آدامز، شیمی‌دان آمریکایی (که این ترکیب به‌نام او نام‌گذاری شده) در دانشگاه ایلینوی توسعه داده شد.

## ترکیب
آدامسیت یک ترکیب بلوری بی‌بو با فشار بخار بسیار پایین است. رنگ بلورهای این ترکیب، بسته به خلوص آن، از زرد روشن تا سبز تیره متغیر است. این ترکیب در برخی حلال‌های آلی (مانند استون یا دی‌کلرومتان) به‌راحتی قابل حل، اما در آب تقریباً نامحلول است. این ترکیب در حالت بخار به‌شکل دودی به‌رنگ زرد قناری ظاهر می‌شود.

## تأثیرات
آدامسیت معمولاً در قالب ذرات معلق پراکنده می‌شود و این باعث می‌شود که مجاری تنفسی فوقانی، محل اصلی عملکرد این ترکیب باشند. اگرچه تأثیرات آدامسیت مشابه با تأثیرت سایر عامل‌های مورد استفاده برای کنترل شورش (نظیر سی‌اس) است، اما شروع آن‌ها کندتر، و مدت باقی‌ماندن آن‌ها طولانی‌تر است که بعضاً تا ۱۲ ساعت نیز باقی می‌مانند. پس از یک دورهٔ نهفتگی ۵ تا ۱۰ دقیقه‌ای، سوزش چشم‌ها، شش‌ها و غشاء مخاطی و سپس سردرد، تهوع و استفراغ مداوم ایجاد می‌شود.

## کاربرد
آدامسیت توسط بریتانیا و ایالات متحده در زمان پایان‌یافتن جنگ جهانی اول تولید و ذخیره‌سازی شد. بریتانیا از این ترکیب در طول تهاجم به مورمانسک و آرخانگلسک استفاده کرد. این روزها از این عامل به‌عنوان یک عامل منسوخ‌شده یاد می‌شود که به‌طور گسترده‌ای با عامل‌های کنترل شورشی نظیر سی‌اس جایگزین شده‌است؛ عامل‌هایی که کمتر سمی هستند و علائم آن‌ها سریع‌تر ظاهر می‌شود. کاربردهای اولیهٔ این عامل از طریق «شمع‌های آدامسیت» بود. این شمع‌ها در واقع قوطی‌ها یا لوله‌های فلزی بزرگ (با وزن حدودی ۵ پوند (۲٫۳ کیلوگرم)) بودند که حاوی یک ترکیب دود ساخته‌شده از آدامسیت به‌همراه ترکیبات آتشبازی با فرایند سوختن آرام بودند. با کمک دود مملو از آدامسیت حاصل از افروختن مجموعه‌ای از این شمع‌ها می‌شد.
در ایالات متحده، از این عامل بر علیه ارتش پاداش که در سال ۱۹۳۲ در واشینگتن، دی.سی. دست به تظاهرات زدند، استفاده شد و بر پایهٔ گزارش‌ها، موجب مرگ و مجروح‌شدن تعدادی از کودکانی شد که والدین خود را در این اعتراضات همراهی می‌کردند. با این حال، این عامل در جنگ ویتنام نیز مجدداً به کار گرفته شد.
مطابق با گزارش‌ها، کره شمالی در سال ۲۰۰۳ دست به تولید آدامسایت در مجتمع شیمی اوجی-ری خود در هاکسونگ-ری، استان کیونگ‌هانگ دست به تولید آدامسایت به‌منظور ذخیره‌سازی زده‌است. گفته می‌شود که مقامات ونزوئلا نیز در اعتراضات ۲۰۱۴–۱۷ ونزوئلا از آدامسیت استفاده کرده‌اند و از این گاز در این کشور با نام «گاز سبز» یاد شده‌است و گزارش شده‌است که معترضان، پس از آنکه در معرض این گاز قرار گرفته‌اند، دچار استفراغ شده‌اند. گروه‌های حقوق بشری منطقه‌ای استفاده از «گاز سبز» را محکوم کرده‌اند و اظهار کرده‌اند که استفاده از این گاز «در سطح بین‌المللی ممنوع شده‌است».
پس از اعتراضات سال 1401 ایران، نشانه هایی از مسمومیت گسترده در خوابگاه ها و مدارس مشاهده شد که احتمال آزمایش این گاز یا نمونه مشابه توسط نیروهای امنیتی به عنوان سلاح سرکوب را مطرح می نماید.